# Myrrah Saavedra
Myrrha Saavedra (1949) es una actriz mexicana.

## Carrera
Myrrha Saavedra comenzó su carrera como actriz en 1979 en la película El alburero, posteriormente actuó en películas como Se sufre pero se goza (1984), De todas... todas! (1985), Las doce tumbas (1990), Cuando te veo palpito (1991), Comandante M-5 (2002), entre otras. En 1980 hace su debut en telenovela en Colorina, en 1981 actuó en la telenovela Nosotras las mujeres y en 1982 en la telenovela Vanessa, desde entonces ha participado en varias telenovelas como Angélica (1985), Simplemente María (1989), Ángeles blancos (1990), El abuelo y yo (1992), Sin ti (1997), Camila (1998), Yacaranday (1999), Niña amada mía (2003), Contra viento y marea (2005), Mundo de fieras (2006), Amar sin límites (2006) y Soy tu dueña (2010).

## Filmografía

### Telenovelas
- Mi adorable maldición (2017) .... Sabina
- Que te perdone Dios (2015) .... Amanda Ríos
- La que no podía amar (2011) .... Señora Esquivel Vda. de Durán
- Soy tu dueña (2010) .... Leonela Lagunes de Castaño
- Amar sin límites (2006-2007) .... Magda de Peña
- Mundo de fieras (2006) .... Soraya
- Contra viento y marea (2005) .... Yuraima
- Niña amada mía (2003) .... Gloria
- Yacaranday (1999) .... Otilia
- Camila (1998-1999) .... Sra. Urquidi
- Sin ti (1997-1998) .... Evelia
- El abuelo y yo (1992) .... Moraima
- Ángeles blancos (1990-1991) .... Lucía
- Simplemente María (1989-1990) .... Palmira #2
- Seducción (1986) .... Adriana
- Angélica (1985) .... Teresa
- El maleficio (1983) .... Casandra
- Vanessa (1982) .... Rita
- Nosotras las mujeres (1981) .... Elizabeth
- Colorina (1980-1981) .... Lupe #2

### Películas
- Comando M-5 (2002)
- Mecánica mexicana (1995)
- Cuando te veo palpito (1991)
- Mujer de cabaret (1991)
- Las doce tumbas (1990)
- Al margen de la ley (1989) .... Nelly
- Buscando la muerte (1989)
- Día de madres (1988)
- Open Fire (1988) .... Helen
- Muerte del federal de camiones (1987)
- Mojados de corazón (1987)
- El chacal (1987)
- Las movidas del mofles (1986)
- De todas... todas! (1985)
- El rey de la vecindad (1985) .... Cleo
- El rey de oros (1984) .... Magdalena
- Emanuelo (1984)
- Se sufre pero se goza (1984)
- El alburero (1979)

### Series de televisión
- La rosa de Guadalupe (2008-2024) Varios personajes
- Secretos .... Magdalena Morán (1 episodio: "Mi hija", 2008)
- Mujer, casos de la vida real (5 episodios, 1997-2003)

- Datos: Q4403334